# Sony Pictures Motion Picture Group
Sony Pictures Entertainment Group (abreviado como SPMPG, comúnmente conocido como Sony Pictures Motion Picture Group, y anteriormente conocido como Columbia TriStar Motion Picture Group hasta 2013) es una división de Sony Pictures Entertainment para gestionar sus operaciones cinematográficas. Fue lanzada en 1991 integrando negocios de Columbia Pictures Industries, Inc. y TriStar Pictures, Inc.

## Historia
Sony Pictures Motion Picture Group fue lanzado en 1998 como Columbia TriStar Motion Picture Group, como una división actual de Sony Pictures Entertainment, propiedad de Sony. También tiene muchas de las divisiones actuales de Sony Pictures como parte de ella. Sus divisiones en aquella época eran Columbia Pictures, TriStar Pictures, Triumph Films, Sony Pictures Classics y Sony Pictures Releasing.
El 8 de diciembre de 1998, SPE resucitó su antigua división de animación y televisión Screen Gems como una división cinematográfica de Columbia TriStar Motion Picture Group de Sony Pictures Entertainment que ha servido a varios propósitos diferentes para sus empresas matrices durante las décadas desde su incorporación.
En 2002, Columbia TriStar Television fue renombrada como Sony Pictures Television. Las dos últimas compañías restantes, con la marca "Columbia TriStar" en su nombre, fueron Columbia TriStar Home Entertainment y Columbia TriStar Motion Picture Group. 
Columbia TriStar Home Entertainment se convirtió en Sony Pictures Home Entertainment en 2004 y Columbia TriStar Motion Picture Group se convirtió en la única filial de Sony Pictures Entertainment que utilizó la marca "Columbia TriStar" en su nombre.
En 2013, TriStar Productions fue lanzado, como una empresa conjunta de Sony Pictures Entertainment. En octubre de 2013, Sony Pictures renombró a su grupo de películas como "Sony Pictures Motion Picture Group". Sony Pictures Animation y Sony Pictures Imageworks fueron trasladados de Sony Pictures Digital a su grupo de películas.
El 2 de junio de 2016, Doug Belgrad había anunciado a renunciar como presidente de la SPMPG y la transición de su papel como productor en el estudio. Belgrad fue promovido como presidente de la SPMPG en 2014.

## Películas más taquilleras a nivel mundial
| N.° | Película                                              | Año  | Recaudación mundial |
| --- | ----------------------------------------------------- | ---- | ------------------- |
| 1   | Spider-Man: No Way Home                               | 2021 | $1,916,306,995      |
| 2   | Skyfall                                               | 2012 | $1,142,471,295      |
| 3   | Spider-Man: Far From Home                             | 2019 | $1,131,927,996      |
| 4   | Jumanji: Welcome to the Jungle                        | 2017 | $962,126,927        |
| 5   | Spider-Man 3                                          | 2007 | $894,983,373        |
| 6   | Spectre                                               | 2015 | $880,674,609        |
| 7   | Spider-Man: Homecoming                                | 2017 | $880,166,924        |
| 8   | Venom                                                 | 2018 | $855,013,954        |
| 9   | Spider-Man                                            | 2002 | $825,025,036        |
| 10  | Jumanji: The Next Level                               | 2019 | $800,059,707        |
| 11  | 2012                                                  | 2009 | $791,217,826        |
| 12  | Spider-Man 2                                          | 2004 | $788,976,453        |
| 13  | El código Da Vinci                                    | 2006 | $758,239,851        |
| 14  | The Amazing Spider-Man                                | 2012 | $757,930,663        |
| 15  | The Amazing Spider-Man 2                              | 2014 | $708,982,323        |
| 16  | Spider-Man: Across the Spider-Verse                   | 2023 | 690,824,738         |
| 17  | Hancock                                               | 2008 | $624,386,746        |
| 18  | Hombres de Negro III                                  | 2012 | $624,026,776        |
| 19  | Casino Royale                                         | 2006 | $616,505,162        |
| 20  | Quantum of Solace                                     | 2008 | $589,580,482        |
| 21  | Hombres de Negro                                      | 1997 | $589,390,539        |
| 22  | Los Pitufos                                           | 2011 | $563,749,323        |
| 23  | Hotel Transylvania 3: Summer Vacation                 | 2018 | $528,583,774        |
| 24  | Terminator 2: El Juicio Final                         | 1991 | $519,843,345        |
| 25  | Demon Slayer: Kimetsu no Yaiba the Movie: Mugen Train | 2021 | $507,127,293        |

## Divisiones de la compañía
| - Columbia Pictures - TriStar Pictures (TriStar Productions) - Sony Pictures Classics - Sony Pictures Animation - Screen Gems - 3000 Pictures - Sony Pictures Imageworks - Sony Pictures International Productions - Sony Pictures Worldwide Acquisitions (Destination Films, Stage 6 Films, y Affirm Films) | - Sony Pictures Releasing - (Sony Pictures Releasing International) - Sony Pictures Home Entertainment | - Ghost Corps - Triumph Films - Crunchyroll |

### Ofertas de producción y distribución
| Ofertas de producción/distribución activas | Ex-ofertas de producción/distribución |
| --- | --- |
| - Escape Artists (2001–presente) - Ghost House Pictures (2004–presente) - Happy Madison (1999–presente) - Castle Rock Entertainment (2004–presente) - Lakeshore Entertainment (1999–presente) - Marvel Entertainment (1999–presente) - Marvel Studios (2015–presente) - Original Film (1999–presente) - Overbrook Entertainment (2001–presente) - Point Grey Pictures (2013–presente) - Will Packer Productions (2014–presente) - Apatow Productions (2003–presente) - Gracie Films (1991–presente) - Cross Creek Pictures (2015–presente) - Cross Creek Pictures (2015–presente) | - Amblin Entertainment (1991–2012) - Mandalay Pictures (1996–presente) - Phoenix Pictures (1996–2006) - Rainforest Films (2005–2014) - Beacon Pictures (1992–1997) - Relativity Media (2006–2015) - Lynda Obst Productions (1989–1993) - Carolco Pictures (1985–1994) - Castle Rock Entertainment (1989–1998) - HBO Pictures (1984–1986) - Metro-Goldwyn-Mayer Pictures (2005–2016) - Revolution Studios (2001–2007) - Weintraub Entertainment Group (1988–1989) |

## Financieros
- Village Roadshow Pictures (2001, 2014–presente)[44]
- Metro-Goldwyn-Mayer (2011–2016)[36][37][45]
- LStar Capital and CitiBank[46] (2014–presente)
- Cross Creek Pictures (2015–presente)[13]